# Hammett
Hammett (en España: El hombre de Chinatown) es una película estadounidense de 1982, del género cine negro, dirigida por Wim Wenders.
La película rinde homenaje al escritor Dashiell Hammett, célebre autor de novelas negras.

## Sinopsis
Dashiell Hammett es autor de novelas policiacas, un ex-detective privado cuyas novelas se inspiran en hechos reales. Una tarde, Jimmy Ryan, su antiguo jefe le pide ayuda en una investigación. Hammett es reacio pero acepta. Tiene que encontrar a Crystal Ling, una prostituta desaparecida. Hammett se percata rápidamente de que la chica está muy codiciada y que no es el único que se inquieta por su desaparición.

## Reparto
- Frederic Forrest: Dashiell Hammett
- Peter Boyle: Jimmy Ryan
- Roy Kinnear: English Eddie Hagedorn
- Elisha Cook Jr.: Eli, taxista
- Lydia Lei: Crystal Ling
- R.G. Armstrong: Tinente O'Mara
- Richard Bradford: Inspector Bradford
- Michael Chow: Fong Wei Tau
- David Patrick Kelly: The Punk
- Sylvia Sidney: Donaldina Cameron
- Jack Nance: Gary Salt
- Elmer Kline: Doctor Fallon
- Royal Dano: Pops
- Marilu Henner: Kit Conger o "Sue Alabama"
- Hank Worden: Un empleado de piscina

## Premios y nominaciones
- Seleccionada para el Festival Internacional de Cine de Canes de 1982.